# Gaelic Journal
El Gaelic Journal  (en irlandés Irisleabhar na Gaedhilge) fue una publicación periódica dedicada exclusivamente a la preservación y cultivo de la lengua irlandesa. Según Tomas O Flannghaile, era la primera revista dedicada a revivir la lengua irlandesa. La publicación fue descrita por el historiador Donnchadh Ó Corráin como el “primer gran periódico bilingüe irlandés”.  Establecido con la ayuda de Douglas Hyde, fue publicado por primera vez en 1882 por la Unión Gaélica, y desde 1893 por la Liga Gaélica. Tras alguna irregularidad inicial, se publicó mensualmente hasta 1909, fecha en que cesó su publicación.
Su primer director fue David Comyn, seguido de John Fleming, Eoghan O'Growney y desde noviembre de 1894, Eoin MacNeill. MacNeill fue sucedido por Seosamh Laoide en 1899. De 1902 a 1909 su editor fue Tadhg O Donnchada.
El Gaelic Journal era bilingüe, con textos tanto en irlandés como en inglés. También en ocasiones se publicaron textos en otros idiomas, como gaélico escocés, galés y francés. Su contenido llegó a abarcar diversos géneros, como: literarios, poesía, historia, estudios de ficción, drama, temas académicos y cuentos populares.  También se publicó una serie semanal creada por O’Growney con el nombre de “lecciones simples de Irlanda”.